# Francis Ormsby-Gore
Francis David Ormsby-Gore (ur. 13 marca 1954, zm. 1 lutego 2016) – brytyjski arystokrata, młodszy syn Davida Ormsby-Gore’a, 5. barona Harlech i ambasadora Wielkiej Brytanii w Waszyngtonie, oraz Sylvii Thomas, córki Hugh Lloyda Thomasa. Dziedzicem tytułów ojcowski został w 1974 r., kiedy jego starszy brat Julian popełnił samobójstwo.
Tytuł barona odziedziczył w 1985 r. po śmierci swojego ojca. Zasiadł również w Izbie Lordów, w której pozostał do 1999 r., kiedy to miejsca pozbawiła go reforma izby przeprowadzona przez rząd Tony’ego Blaira.
Po zakończeniu kariery parlamentarnej lord Harlech zamieszkał w Brogyntyn Hall w Oswenstry. W 1986 r. ożenił się z Amandą Jane Grieve, córką Alana Grieve’a, z którą miał syna i córkę:
- Jasset David Cody Ormsby-Gore (ur. 1 lipca 1986), dziedzic tytułów ojcowskich,
- Tallulah Sylvia Ormsby-Gore (ur. 1988).

W 2001 r. baron został skazany na 100 godzin pracy społecznej za powtórne przyłapanie go na jeździe pod wpływem alkoholu w przeciągu siedmiu lat. Był również na odwyku związanym z jego uzależnieniem od narkotyków.